# Distretto di Shindand
Il distretto di Shindand (precedentemente noto con il nome di Sabzawar o Sabzwar) è un distretto della provincia di Herat, in Afghanistan. Confina a nord con il distretto di Adraskan, a est con la Provincia di Ghowr e a sud e a ovest con la provincia di Farah.
Nel 2005 la popolazione venne stimata in 151.900 abitanti. Il centro amministrativo è Shindand, nei cui pressi sorge la Base Aerea di Shindand (attualmente utilizzata dall'ISAF). Il distretto è attraversato dalla strada principale che unisce Herat e Kandahar.
Il 21 agosto 2008, attorno alla mezzanotte, almeno 90 afghani, tra cui 60 bambini, sono stati uccisi dalle truppe afghane e dai loro alleati internazionali nel corso di operazioni militari aeree contro i taliban.